# Хайми, Тойво Семёнович
Тойво Семёнович Ха́йми (1931—1984) — советский театральный режиссёр, Заслуженный деятель искусств Карельской АССР (1972), лауреат Государственной премии РСФСР имени К. С. Станиславского (1972).

## Биография
Родился 28 января 1931 года в деревне Разметелево, в семье рабочего и учительницы, ингерманландец. Прожил год в Ленинграде во время блокады, после чего был эвакуирован в Хальмер-Седе, после окончания войны вернулся в Ленинград.
Окончил Ленинградский учётно-кредитный техникум Промбанка СССР.
В 1949 году — старший бухгалтер конторы Промбанка в Петрозаводске.
С 1950 года занимался в студии при Государственном финском драматическом театре.
В 1952 году — студент актёрского факультета Ленинградского государственного театрального института им. А. Н. Островского.
С 1957 года — актёр Государственного финского драмтеатра в Петрозаводске. Среди наиболее известных ролей — комсомолец Антон («Юность отцов» Б. Горбатова), Ихалайнен («За спичками» М. Лассила).
В 1962 году принимал участие во Всемирном фестивале молодёжи и студентов в Хельсинки, снялся в документальном фильме о фестивале вместе с Ю. А. Гагариным.
В 1963 году окончил Высшие режиссёрские курсы при государственном институте театрального искусства имени Луначарского в Москве, с 1966 стал главным режиссёром финского драмтеатра в Петрозаводске. С 1963 года — член КПСС.
С 1972 года — лауреат Государственная премия РСФСР имени К. С. Станиславского за спектакль «Примешь ли меня, земля карельская».
С 1974 по 1981 год — директор Государственного финского драматического театра.
Избирался депутатом Верховного Совета Карельской АССР. Член правления общества «СССР—Финляндия».
В 1979 году был переводчиком во время визита А. Н. Косыгина и У. К. Кекконена в Карельскую АССР.
С 1981 года — заместитель министра культуры Карельской АССР.
Умер в 1984 году, похоронен на участке почётных захоронений Сулажгорского кладбища.